# Christian Meier (Politiker)
Christian Meier (* 3. Juni 1889 in Netstal; † 3. Dezember 1959 in Glarus, reformiert, heimatberechtigt in Schleitheim) war ein Schweizer Politiker (SP).

## Biografie
Christian Meier kam am 3. Juni 1889 in Netstal als Sohn des Giessers Christian Meier Senior und der Maria geborene Leuzinger zur Welt.  Meier war zunächst ab 1911 als Schreiner in verschiedenen Grossstädten Deutschlands beschäftigt. Daneben eignete er sich autodidaktisch Wissen über volkswirtschaftliche und sozialpolitische Belange an. 1918 wurde er als erster Arbeitersekretär des Kantons Glarus eingesetzt. Im gleichen Jahr fungierte er als Mitgründer und bis 1959 als Präsident des kantonalen Gewerkschaftskartells.
Er heiratete 1921 Maria, die Tochter des Johann Hemmi. Christian Meier starb am 3. Dezember 1959 ein halbes Jahr nach Vollendung seines 70. Lebensjahres in Glarus.

## Politik
Auf Gemeindeebene gehörte Meier in den Jahren 1926 bis 1959 dem Gemeinderat von Netstal an. Auf kantonaler Ebene war er zwischen 1920 und 1959 im Glarner Landrat vertreten. Darüber hinaus nahm er als erster Glarner SP Politiker von 1943 bis 1959 Einsitz in den Nationalrat. Dort war er unter anderem als Mitarbeiter in der AHV-Kommission tätig. Zudem präsidierte er zwischen 1918 und 1959 die SP des Kantons Glarus. Ferner gehörte er von 1919 bis 1959 dem Zentralvorstand der SPS an.
Christian Meier war ein entschiedener Gegner des Anarchismus und Befürworter demokratischer Grundsätze. Er engagierte sich für den Ausbau der Arbeitslosenversicherung und für Kollektivarbeitsverträge im Gewerbe und in der Industrie.

## Weblink
- Hans Laupper, Veronika Feller-Vest: Meier, Christian. In: Historisches Lexikon der Schweiz.

| Personendaten    | Personendaten            |
| ---------------- | ------------------------ |
| NAME             | Meier, Christian         |
| KURZBESCHREIBUNG | Schweizer Politiker (SP) |
| GEBURTSDATUM     | 3. Juni 1889             |
| GEBURTSORT       | Netstal                  |
| STERBEDATUM      | 3. Dezember 1959         |
| STERBEORT        | Glarus                   |